# Seewinkel

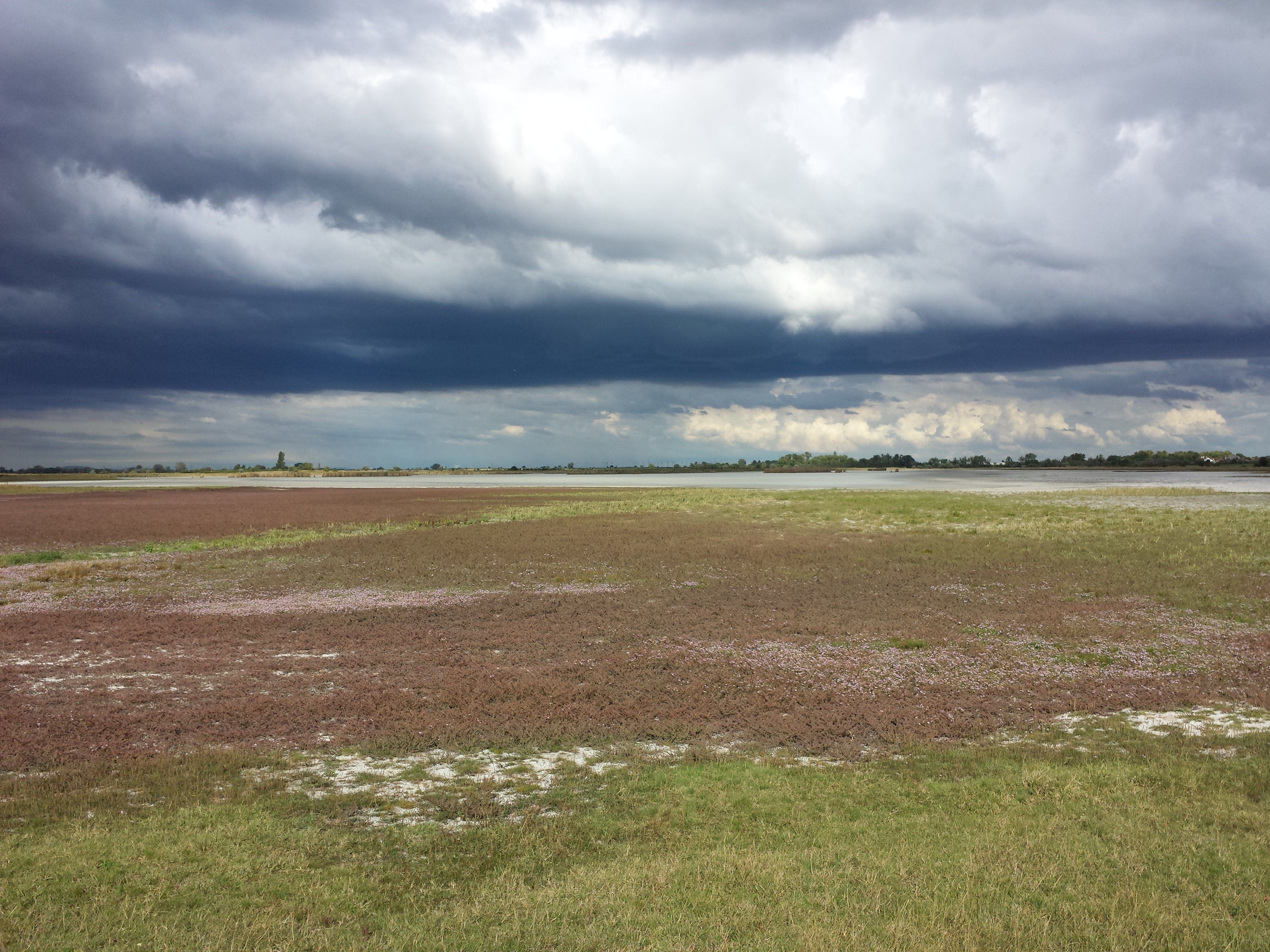
Typiskt landskap med sjön Zicklacke i bakgrunden.

Seewinkel är regionen öster om Neusiedlersjön i Burgenland i Österrike.
Landskapet är ett stort slättland med stäppliknande växtlighet samt med flera stora pölar. Området liknar den ungerska pustan.
Världsnaturfonden lånade 1963 marken kring en av de större pölarna (Lange Lacke) och inrättade ett naturskyddsområde. Året 1993 inrättades nationalparken Neusiedler See-Seewinkel.

## Mindre pölar/sjöar i Seewinkel
- Auerlacke
- Badelacke
- Fuchslochlacke
- Gänsellacke
- Götschlacke
- Huldenlacke
- Kühbrunnlacke
- Martenhoferlacke
- Moschatolacke
- Schoschtolacke
- Schwarzseelacke
- Sechsmahdlacke
- Wörtenlacken